# طرابلس الإسبانية
كانت طرابلس، التي تُعد اليوم عاصمة ليبيا، بمثابة "بريزيديو" (حصن عسكري محصن) تابع للإمبراطورية الإسبانية في شمال إفريقيا بين عامي 1510 و1530. وقد استولى عليها الجيش الإسباني في يوليو/تموز عام 1510، وخلال العقدين التاليين أُديرت كنقطة متقدمة خاضعة لسلطة نائب الملك الإسباني في صقلية. وفي عام 1530، مُنحت المدينة إقطاعًا لفرسان الإسبتارية، الذين حكموا المدينة حتى عام 1551.

## تاريخ
استولى الجيش الإسباني بقيادة الكونت بيدرو نافارو على مدينة طرابلس عام 1510، وقد أسفرت عملية الاستيلاء عن مقتل معظم سكان المدينة أو استرقاقهم أو تهجيرهم قسرًا. حاولت السلطات الإسبانية بعد ذلك تشجيع المسيحيين على الاستيطان في المدينة لإعادة إعمارها، لكن هذه المحاولات لم تنجح إلى حد كبير. لاحقًا، سعت السلطات أيضًا إلى إعادة بعض السكان المسلمين الذين كانوا قد غادروا المدينة، بل وسمحت بعودة الشيخ الذي نُفي سابقًا إلى صقلية. غير أن هذه المحاولات لم تحقق نتائج تُذكر أيضًا.
ظلّ النفوذ الإسباني في طرابلس ومحيطها ضعيفًا وغير مستقر، ولم تنجح إسبانيا في فرض سيطرة كاملة على المدينة. وقد اقتصر وجودها الفعلي على المناطق القريبة، ضمن نطاق لا يتجاوز 10 أميال (16 كيلومترًا) من المدينة. وفي عام 1512، خُطِّط لهجوم على المدينة من قبل قراصنة الساحل البربري، كما تعرضت المدينة لتهديد أكبر بعد أن استولى عروج ريس وخير الدين بربروسا على الجزائر من الإسبان في عام 1515. وفي عام 1526، فرّ الشيخ المحلي إلى تاجوراء، التي أصبحت لاحقًا مركزًا للمقاومة الإسلامية ضد الحكم الإسباني. قام الإسبان ببعض الإصلاحات في قلعة طرابلس، حيث استخدموا حجارة مأخوذة من تحصينات المدينة نفسها، لكن الدفاعات الأخرى تُركت دون صيانة.
وبعد أن طُرد فرسان الإسبتارية (فرسان القديس يوحنا) من قاعدتهم في جزيرة رودس إثر الحصار العثماني عام 1522، دخلوا في مفاوضات مع الإمبراطور الإسباني شارل الخامس، الذي عرض عليهم طرابلس وجزر مالطا وجوزو لتكون مقرًا جديدًا لهم. وقد أرسل الفرسان بعثة لتقييم تلك المناطق، وجاء في تقريرهم أنها غير مناسبة، وكانوا مترددين في قبول طرابلس وجزر مالطا بسبب بُعد المسافة بينها وبين التكاليف الكبيرة التي ستتطلبها إدارتها وحمايتها.
وفي النهاية، وافق على قبول طرابلس ومالطا وجوزو كإقطاعية بتاريخ 23 مارس 1530، وتسلموا السيطرة على المدينة في 25 يوليو من نفس العام. وظلت طرابلس تحت حكمهم حتى عام 1551، عندما استولى عليها العثمانيون.